# Filmes de 1942 da Paramount Pictures
Em 1942, a Paramount Pictures lançou um total de 37 filmes.

## Destaques
As produções mais significativas foram:
- The Glass Key, drama criminal baseado em romance de Dashiell Hammett, grande sucesso graças a Alan Ladd e Veronica Lake, recém-saídos de This Gun for Hire
- Holiday Inn, produção com muita música e dança sob os auspícios de Bing Crosby e Fred Astaire, laureada com um Oscar para a mundialmente famosa canção White Christmas
- I Married a Witch, mais um sucesso estrelado por Veronica Lake, o melhor filme que o diretor René Clair fez em Hollywood durante a guerra[1]
- The Major and ther Minor, comédia atrevida e sensual, marcou a estreia na direção de Billy Wilder, que também escreveu o roteiro com Charles Brackett
- My Favorite Blonde, farsa em que um artista de variedades, seu pinguim e uma espiã inglesa atravessam os Estados Unidos tentando escapar de nazistas
- The Palm Beach Story, comédia típica de Preston Sturges, plena de situações cômicas e diálogos rápidos e engraçados, com uma surpreendente atuação do cantor Rudy Vallee
- Reap the Wild Wind, aventura melodramática de dois milhões de dólares, dirigida por Cecil B. DeMille e estrelada por Ray Milland, John Wayne e Paulette Goddard
- Road to Morocco, maior sucesso até então da série Road to..., o filme é uma paródia das produções com temas árabes do tipo  Mil e Uma Noites
- Star Spangled Rhythm, comédia, patriotismo, dança, música e as estrelas da Paramount em rápidos esquetes são os ingredientes desse sucesso estrelado por Betty Hutton
- Take a Letter, Darling, divertida comédia com Rosalind Russell no papel de uma mulher de negócios que contrata um secretário, vivido por Fred MacMurray
- This Gun for Hire, noir baseado em obra de Graham Greene, sua acolhida junto ao público valeu o estrelato a Alan Ladd, que aqui atua ao lado da sensação Veronica Lake
- Wake Island, patriótico e "primeiro filme realista sobre a Segunda Guerra Mundial no Pacífico, um dos maiores sucessos do ano",[1] obteve quatro indicações para o Oscar

## Prêmios Oscar
15.ª cerimônia, com os filmes exibidos em Los Angeles em 1942:
| Filme                                  | Indicações | Premiações                               |
| -------------------------------------- | --- | ---------------------------------------- |
| Holiday Inn                            | História Original Canção Trilha Sonora (filme musical)                                                                          | Canção                                   |
| I Married a Witch                      | Trilha Sonora (filme dramático ou comédia)                                                                                      | ---                                      |
| Reap the Wild Wind                     | Efeitos Especiais Fotografia (em cores) Direção de Arte/Decoração de Interiores (em cores)                                      | Efeitos Especiais                        |
| Road to Morocco                        | Roteiro Original Gravação de Som                                                                                                | ---                                      |
| Speaking of Animals and Their Families | Curta-Metragem em Live Action (1 bobina)                                                                                        | Curta-Metragem em Live Action (1 bobina) |
| Take a Letter, Darling                 | Fotografia (preto e branco) Direção de Arte/Decoração de Interiores (preto e branco) Trilha Sonora (filme dramático ou comédia) | ---                                      |
| Tulips Shall Grow                      | Curta-Metragem de Animação | ---                                      |
| Wake Island                            | Filme Ator Coadjuvante (William Bendix) Direção Roteiro Original                                                                | ---                                      |

### Prêmios Especiais ou Técnicos
- Robert Henderson e Departamentos de Diapositivos e Engenharia da Paramount: Prêmio Científico ou Técnico (Classe III - Certificado de Menção Honrosa), "pelo projeto e construção de pontes e quadros de luz ajustáveis para fotografia em transparência"[1][2]

## Os filmes de 1942
| Título original                      | Título PT/BR                 | Título PT/PT              | Astros                             | Diretor             |
| ------------------------------------ | ---------------------------- | ------------------------- | ---------------------------------- | ------------------- |
| Are Husbands Necessary?              | Marido, Mulher & Cia.        | Minha Mulher É Teimosa    | Ray Milland, Betty Field           | Norman Taurog       |
| The Avengers                         |                              |                           | Hugh Williams, Deborah Kerr        | Harold French       |
| Beyond the Blue Horizon              | Além do Horizonte            |                           | Dorothy Lamour, Richard Denning    | Alfred Santell      |
| Dr. Broadway                         | Dr. Broadway                 |                           | Macdonald Carey, Jean Phillips     | Anthony Mann        |
| The Fleet's In                       | Tudo por um Beijo            | Esquadra à Vista          | Dorothy Lamour, William Holden     | Victor Schertzinger |
| Fly by Night                         | O Segredo do Professor       |                           | Richard Carlson, Nancy Kelly       | Robert Siodmak      |
| The Forest Rangers                   | Clarão no Horizonte          | Clarão no Horizonte       | Fred MacMurray, Paulette Goddard   | George Marshall     |
| The Glass Key                        | Capitulou Sorrindo           |                           | Brian Donlevy, Veronica Lake       | Stuart Heisler      |
| The Great Man's Lady                 | Até Que a Morte Nos Separe   | A Mulher do Grande Senhor | Barbara Stanwick, Joel McCrea      | William Wellman     |
| Henry Aldrich, Editor                |                              |                           | Jimmy Lydon, Charles Smith         | Hugh Bennett        |
| Henry and Dizzy                      |                              |                           | Jimmy Lydon, Charles Smith         | Hugh Bennett        |
| Holiday Inn                          | Duas Semanas de Prazer       |                           | Bing Crosby, Fred Astaire          | Mark Sandrich       |
| I Live on Danger                     |                              |                           | Chester Morris, Jean Parker        | Sam White           |
| I Married a Witch                    | Casei-me com Uma Feiticeira  | Casei com Uma Feiticeira  | Fredric March, Veronica Lake       | René Clair          |
| The Lady Has Plans                   | Num Corpo de Mulher          |                           | Ray Milland, Paulette Goddard      | Sidney Lanfield     |
| Lucky Jordan                         | Coração de Pedra             | Coração de Pedra          | Alan Ladd, Helen Walker            | Frank Tuttle        |
| The Major and the Minor              | A Incrível Suzana            | A Incrível Susana         | Ginger Rogers, Ray Milland         | Billy Wilder        |
| Mrs. Wiggs of the Cabbage Patch      |                              |                           | Fay Bainter, Hugh Herbert          | Ralph Murphy        |
| My Favorite Blonde                   | Minha Loura Favorita         | A Minha Loira Favorita    | Bob Hope, Madeleine Carroll        | Sidney Lanfield     |
| My Heart Belongs to Daddy            | Meu Filho Não Se Vende       |                           | Martha O'Driscoll, Richard Carlson | Robert Siodmak      |
| Night in New Orleans                 | No Quarto Escuro             |                           | Preston Foster, Patricia Morison   | William Clemens     |
| The Palm Beach Story                 | Mulher de Verdade            | Um Marido Rico            | Claudette Colbert, Joel McCrea     | Preston Sturges     |
| Priorities on Parade                 |                              |                           | Ann Miller, Jerry Colonna          | Albert Rogell       |
| Reap the Wild Wind                   | Vendaval de Paixões          | O Vento Selvagem          | Ray Milland, John Wayne            | Cecil B. DeMille    |
| The Remarkable Andrew                | Sombra Amiga                 |                           | Brian Donlevy, William Holden      | Stuart Heisler      |
| Road to Morocco                      | A Sedução de Marrocos        | A Sedução de Marrocos     | Bing Crosby, Bob Hope              | David Butler        |
| Star Spangled Rhythm                 | Coquetel de Estrelas         | Cocktail de Estrelas      | Betty Hutton, Eddie Bracken        | George Marshall     |
| Street of Chance                     | Vida Contra Vida             |                           | Burgess Meredith, Claire Trevor    | Jack Hively         |
| Sweater Girl                         |                              |                           | Eddie Bracken, June Preisser       | William Clemens     |
| Take a Letter, Darling               | Ela e o Secretário           | Ela e o Secretário        | Rosalind Russell, Fred MacMurray   | Mitchell Leisen     |
| This Gun for Hire                    | Alma Torturada               | Aluga-se Esta Arma        | Veronica Lake, Alan Ladd           | Frank Tuttle        |
| Tombstone, the Town Too Tough to Die | Homens do Perigo             |                           | Richard Dix, Edgar Buchanan        | William C. McGann   |
| Torpedo Boat                         |                              |                           | Richard Arlen, Jean Parker         | John Rawlins        |
| True to the Army                     |                              |                           | Judy Canova, Allan Jones           | Albert Rogell       |
| Wake Island                          | Nossos Mortos Serão Vingados | A Vingança dos Mortos     | Brian Donlevy, Macdonald Carey     | John Farrow         |
| Wildcat                              |                              |                           | Richard Arlen, Arline Judge        | Frank McDonald      |
| The Wrecking Crew                    |                              |                           | Richard Arlen, Chester Morris      | Frank McDonald      |